# Nekrolog 1853
Nekrolog
◄◄
| ◄
| 1849
| 1850
| 1851
| 1852
| 1853 | 1854 | 1855 | 1856 | 1857 | ► | ►►
Weitere Ereignisse | Allgemeiner Nekrolog 1853
Die Beschreibung der verstorbenen Person sollte so kurz wie möglich gehalten sein und nur deren signifikante Tätigkeit(en) enthalten.
Neue Namen ggf. auch unter dem Geburts- und Sterbedatum, also etwa unter 1. Januar und im Geburts- und Sterbejahr (2024) eintragen (nur bei entsprechender großer Wichtigkeit). Für Beispiele siehe die schon vorhandenen Artikel.
Außerdem über die fünf zuletzt Verstorbenen, zu denen es einen ausreichend guten Artikel für eine Präsentation auf der Hauptseite gibt, nach der todesbedingten Überarbeitung der Artikel ggf. auch unter Wikipedia Diskussion:Hauptseite informieren und sie am besten auch in den anderen Wikipedia-Sprachversionen eintragen. Tipp: Regelmäßig bei news.google.de nach „ist tot“, „gestorben“ oder „verstorben“ suchen.
Wenn eine Person gestorben ist, gibt es viele Seiten zu dieser Person in der Wikipedia, die davon auch betroffen sind und entsprechend aktualisiert werden müssen. Beispiele: Namenübersichtsseite, Geburtsjahr, Geburtsort-Seiten und viele mehr.
Wie finde ich die betroffenen Seiten?
Im Suchfeld auf der linken Seite gibt man den Suchbegriff so ein: „Vorname Nachname“. Dann klickt man auf Volltext und alle Seiten mit entsprechendem Suchtext werden aufgerufen. Hier sieht man dann schnell, wo auch das Todesjahr Sinn macht oder sogar ein Teil des Artikels angepasst werden muss. Auch hilft das „Werkzeug“ auf der linken Seite sehr gut, um solche Seiten aufzufinden: „Links auf diese Seite“. Somit ist die Wikipedia wieder aktuell in allen Bereichen! Hinweis: bei Eintragung der Kategorie „Gestorben JAHR“ wird der Missbrauchsfilter 49 ausgelöst, was jedoch nicht schlimm ist. Siehe: Spezial:Missbrauchsfilter/49
Dies ist eine Liste von im Jahr 1853 verstorbenen bekannten Persönlichkeiten. Die Einträge erfolgen innerhalb der einzelnen Daten alphabetisch sortiert. Tiere sind im Nekrolog für Tiere zu finden.

## Januar
| Tag        | Name                                           | Beruf, bekannt als                                                                | Alter | Beleg |
| ---------- | ---------------------------------------------- | --------------------------------------------------------------------------------- | ----- | ----- |
| 1. Januar  | Gregory Blaxland                               | Landeigentümer, Pionier Australiens                                               | 74    |       |
| 1. Januar  | Philipp Viktor Gumposch \| Literaturhistoriker | 35                                                                                |       |       |
| 1. Januar  | Ernst Alois von Meisrimmel                     | württembergischer Generalmajor                                                    | 66    |       |
| 1. Januar  | Carl Mende                                     | deutscher Schriftgießer, Holzstecher, Zeichner und Illustrator                    | 35    |       |
| 1. Januar  | Vincent de Paul Merle                          | französischer Trappist und Klostergründer                                         | 84    |       |
| 1. Januar  | Valentin Sibbern                               | norwegischer Offizier und Politiker, Mitglied des Storting                        | 73    |       |
| 2. Januar  | Carl Heinrich Behn                             | Bürgermeister von Altona                                                          | 53    |       |
| 3. Januar  | Wilhelm Henkel                                 | deutscher Theaterschauspieler, -direktor und -regisseur                           |       |       |
| 3. Januar  | Theodor Uhlig                                  | deutscher Musiker, Publizist und Komponist                                        | 30    |       |
| 4. Januar  | Carl Gottlieb Hering                           | Lehrer, Musiker und Komponist, schrieb Kinderlieder                               | 86    |       |
| 7. Januar  | Detlev Conrad Blunck                           | deutscher Maler                                                                   | 54    |       |
| 8. Januar  | Charles Humphrey Atherton                      | US-amerikanischer Politiker                                                       | 79    |       |
| 8. Januar  | Émile Deville                                  | französischer Mediziner und Tierpräparator                                        | 28    |       |
| 9. Januar  | Juan Nicasio Gallego                           | spanischer Dichter                                                                | 75    |       |
| 9. Januar  | Friedrich Geißler                              | deutscher Zeichner, Radierer und Kupferstecher                                    | 74    |       |
| 11. Januar | Floris Nollet                                  | belgischer Ingenieur, Professor, Firmengründer und Erfinder                       | 58    |       |
| 11. Januar | Johann Carl August Richter                     | deutscher Zeichner und Graphiker                                                  | 67    |       |
| 12. Januar | William H. Cabell                              | US-amerikanischer Jurist und Politiker                                            | 79    |       |
| 12. Januar | Friedrich von Gayl                             | preußischer Generalmajor                                                          | 76    |       |
| 12. Januar | Matthäus Cornelius Münch                       | deutscher römisch-katholischer Geistlicher und Pädagoge                           | 81    |       |
| 13. Januar | Theophilos Kaïris                              | griechischer Philosoph und Revolutionär                                           |       |       |
| 14. Januar | William Upham                                  | US-amerikanischer Politiker                                                       | 60    |       |
| 16. Januar | Matteo Carcassi                                | italienischer Gitarrist und Komponist                                             | 56    |       |
| 16. Januar | Rainer von Österreich                          | Vizekönig von Lombardo-Venetien, kaiserlicher Prinz und Erzherzog von Österreich  | 69    |       |
| 16. Januar | Johann Jakob Sulzer                            | Schweizer Unternehmer, Glockengiesser und Gründer der Gebrüder Sulzer             | 70    |       |
| 17. Januar | Samuele Jesi                                   | italienischer Zeichner, Kupferstecher und Lithograf                               |       |       |
| 17. Januar | Martin Verstappen                              | belgischer Landschaftsmaler und Lithograf                                         | 79    |       |
| 18. Januar | Otto Kohlschütter                              | deutscher Mediziner                                                               | 45    |       |
| 19. Januar | Charles Baker Adams                            | US-amerikanischer Naturforscher                                                   | 39    |       |
| 20. Januar | Melchior von Diepenbrock                       | Kardinal und Fürstbischof von Breslau                                             | 55    |       |
| 20. Januar | Jonathan Pereira                               | britischer Pharmakologe                                                           | 48    |       |
| 21. Januar | Karl August Friedrich Brückner                 | deutscher Pädagoge und Historiker                                                 | 49    |       |
| 23. Januar | Friedrich von Deym                             | böhmischer Großgrundbesitzer und Abgeordneter der Frankfurter Nationalversammlung | 51    |       |
| 24. Januar | Johann Georg Stauffer                          | österreichischer Gitarrenbauer                                                    | 74    |       |
| 26. Januar | Johann Dössekel                                | Schweizer Politiker und Richter                                                   | 63    |       |
| 26. Januar | Johann Nepomuk Schödlberger                    | österreichischer Landschaftsmaler und Kunstpädagoge                               | 73    |       |
| 27. Januar | Charles Léopold Laurillard                     | französischer Zoologe und Paläontologe                                            | 70    |       |
| 28. Januar | Wilhelm Fuchs                                  | österreichischer Montanwissenschaftler                                            |       |       |
| 29. Januar | Alexander H. Buell                             | US-amerikanischer Politiker                                                       | 51    |       |
| 29. Januar | August Nodnagel                                | deutscher Dichter und Gymnasiallehrer                                             | 49    |       |
| 31. Januar | Felix von Schiller                             | deutscher Landschaftsmaler                                                        | 47    |       |

## Februar
| Tag         | Name                              | Beruf, bekannt als                                                               | Alter | Beleg |
| ----------- | --------------------------------- | -------------------------------------------------------------------------------- | ----- | ----- |
| 1. Februar  | Nils Blommér                      | schwedischer Maler                                                               | 36    |       |
| 1. Februar  | Carlos Villademoros               | uruguayischer Politiker                                                          |       |       |
| 3. Februar  | Jean Ferréol                      | französischer Bischof                                                            | 44    |       |
| 4. Februar  | Maria Amalia von Brasilien        | brasilianische Prinzessin                                                        | 21    |       |
| 4. Februar  | Jean-Alexandre-Guillaume Leresche | Schweizer evangelischer Geistlicher, Hochschullehrer und Politiker               | 89    |       |
| 5. Februar  | Karl Göriz                        | deutscher Agrarwissenschaftler                                                   | 50    |       |
| 6. Februar  | Anastasio Bustamante              | Präsident von Mexiko                                                             | 72    |       |
| 6. Februar  | August Kopisch                    | deutscher Maler und Schriftsteller                                               | 53    |       |
| 6. Februar  | Josef von Kudler                  | österreichischer Nationalökonom und Jurist                                       | 66    |       |
| 6. Februar  | Theophil L’Orsa                   | Schweizer Unternehmer                                                            | 45    |       |
| 7. Februar  | Robert Lucas                      | US-amerikanischer Politiker                                                      | 71    |       |
| 9. Februar  | Charles Lynch                     | US-amerikanischer Politiker                                                      |       |       |
| 10. Februar | David Jacob van Lennep            | niederländischer Jurist und Philologe                                            | 78    |       |
| 11. Februar | Georg Böhm                        | böhmischer Steinmetzmeister                                                      | 63    |       |
| 12. Februar | Heinrich Leonhard Heubner         | deutscher lutherischer Theologe                                                  | 72    |       |
| 13. Februar | Étienne Boyer de Fonscolombe      | französischer Entomologe                                                         | 80    |       |
| 13. Februar | Ludwig Hess                       | deutscher Kupferstecher                                                          | 77    |       |
| 13. Februar | Melchior Kirchhofer               | Schweizer reformierter Pfarrer und Kirchenhistoriker                             | 78    |       |
| 15. Februar | August zu Hohenlohe-Öhringen      | deutscher Standesherr                                                            | 68    |       |
| 15. Februar | Barto von Löwenigh                | deutscher Bürgermeister und Polarreisender                                       | 53    |       |
| 16. Februar | Heinrich Kamp                     | deutscher Unternehmer                                                            | 66    |       |
| 16. Februar | Edoardo Giuseppe Rignon           | italienischer Diplomat und Politiker, Senator                                    | 44    |       |
| 16. Februar | Karl Gustav von Staal             | russischer General                                                               | 74    |       |
| 17. Februar | Achill Beck                       | Deutscher Franziskaner und Professor der Grammatik                               | 81    |       |
| 17. Februar | Heinrich LXXII.                   | Fürst Reuß zu Ebersdorf                                                          | 55    |       |
| 17. Februar | Ludwig Senfft von Pilsach         | sächsischer und österreichischer Diplomat und Politiker                          | 79    |       |
| 18. Februar | Abundius Maehler                  | deutscher Oberbürgermeister von Koblenz                                          | 75    |       |
| 18. Februar | William Stone                     | US-amerikanischer Politiker                                                      | 62    |       |
| 19. Februar | Johann Sebastian von Drey         | deutscher katholischer Theologe                                                  | 75    |       |
| 20. Februar | Jean-François Bayard              | französischer Dramatiker                                                         | 56    |       |
| 20. Februar | José Ramón Rodil Campillo         | spanischer Marschall, Politiker und Ministerpräsident Spaniens                   | 64    |       |
| 23. Februar | Albert Christoph Reindel          | deutscher Kupfer- und Stahlstecher sowie Zeichner                                | 68    |       |
| 24. Februar | Anton Klein                       | deutscher Politiker                                                              | 77    |       |
| 25. Februar | Alexander Hutchinson              | US-amerikanischer Geschäftsmann und Politiker, der State Auditor von Vermont war | 88    |       |
| 25. Februar | Christian Friedrich Andreas Rohns | Architekt und Bauunternehmer in Göttingen                                        | 66    |       |
| 26. Februar | János Libényi                     | ungarischer Attentäter                                                           |       |       |
| 27. Februar | August I.                         | Großherzog von Oldenburg (1829–1853)                                             | 69    |       |
| 27. Februar | Joshua John Ward                  | US-amerikanischer Politiker                                                      | 52    |       |
| Februar     | Friedrich Boese                   | Landrat Kreis Meschede                                                           | 52    |       |

## März
| Tag      | Name                                            | Beruf, bekannt als                                                                                      | Alter | Beleg |
| -------- | ----------------------------------------------- | --- | ----- | ----- |
| 1. März  | Jean-Pierre Baillod                             | französischer Generalleutnant                                                                           | 81    |       |
| 2. März  | Louis Harlet                                    | französischer Brigadegeneral der Infanterie                                                             | 80    |       |
| 3. März  | Mayer Randegger                                 | österreichischer Lehrer und Rabbiner                                                                    | 73    |       |
| 3. März  | Pantaleon Rosmann                               | deutscher römisch-katholischer Priester                                                                 | 76    |       |
| 3. März  | Tito Speri                                      | italienischer Freiheitskämpfer                                                                          | 27    |       |
| 4. März  | Leopold von Buch                                | deutscher Geologe                                                                                       | 78    |       |
| 4. März  | Peter Hitchcock                                 | US-amerikanischer Jurist und Politiker                                                                  | 71    |       |
| 4. März  | Johann Jakob Schmoll genannt Eisenwerth         | deutscher Pfarrer und Heimatdichter                                                                     | 83    |       |
| 5. März  | August Kestner                                  | deutscher Diplomat und Kunstsammler                                                                     | 75    |       |
| 7. März  | Wilhelm Nikolaus Freudentheil                   | deutscher Pädagoge, evangelisch-lutherischer Geistlicher und Autor                                      | 81    |       |
| 7. März  | Wilhelmus Vet                                   | niederländischer altkatholischer Bischof                                                                | 71    |       |
| 8. März  | Edward John Dent                                | englischer Uhrmacher                                                                                    | 62    |       |
| 8. März  | Wolfgang von Herder                             | deutscher Geologe, Rittergutsbesitzer und Politiker, MdL (Königreich Sachsen)                           | 42    |       |
| 9. März  | Charles K. Williams                             | US-amerikanischer Jurist und Politiker                                                                  | 71    |       |
| 11. März | Jacob Deutschmann                               | österreichischer Erfinder, Orgelbauer, Klavierbauer                                                     | 57    |       |
| 11. März | Christian Friedrich Harleß                      | deutscher Mediziner                                                                                     | 79    |       |
| 11. März | Karl                                            | Fürst von Hohenzollern-Sigmaringen                                                                      | 68    |       |
| 12. März | Mathieu Orfila                                  | französischer Chemiker und Forensiker                                                                   | 65    |       |
| 12. März | Arend Joachim Friedrich Wiegmann                | deutscher Apotheker                                                                                     | 82    |       |
| 14. März | John Dickey                                     | US-amerikanischer Politiker                                                                             | 58    |       |
| 14. März | Julius von Haynau                               | österreichischer General                                                                                | 66    |       |
| 14. März | Vincenz Eduard Milde                            | böhmischer Pädagoge; Bischof von Leitmeritz; Erzbischof von Wien                                        | 75    |       |
| 14. März | Gottlieb von Thon-Dittmer                       | deutscher Politiker                                                                                     | 50    |       |
| 14. März | Adolf Johann Otto von Wickede                   | deutscher Forstbeamter und Vermesser                                                                    | 67    |       |
| 15. März | Josua Hasenclever                               | deutscher Jurist, Bergbaumanager und Politiker                                                          | 69    |       |
| 15. März | Isaac Johnson                                   | US-amerikanischer Politiker                                                                             | 49    |       |
| 15. März | Bezalel Stern                                   | russischer Pädagoge                                                                                     |       |       |
| 16. März | Karl von Reding                                 | Schweizer Politiker und Richter                                                                         |       |       |
| 17. März | Christian Doppler                               | österreichischer Mathematiker und Physiker                                                              | 49    |       |
| 17. März | Andrew T. Judson                                | US-amerikanischer Jurist und Politiker                                                                  | 68    |       |
| 18. März | Otto von Keudell                                | preußischer Offizier, Mitglied der Frankfurter Nationalversammlung                                      | 42    |       |
| 18. März | Heinrich Kisting                                | deutscher Klavierbauer                                                                                  | 84    |       |
| 18. März | August Leibrock                                 | deutscher Schriftsteller, Lehrer, Verleger und Buch- und Musikalienhändler                              | 70    |       |
| 18. März | Maria Johanna Sedelmaier                        | österreichische Schriftstellerin                                                                        | 41    |       |
| 18. März | Hugo van Zuylen van Nijevelt                    | niederländischer Diplomat und Minister                                                                  | 71    |       |
| 19. März | Johann Michael Mettenleiter                     | deutscher Zeichner, Radierer, Kupferstecher und Lithograph                                              | 87    |       |
| 20. März | Aloys Fuchs                                     | mährisch-österreichischer Hofkriegsratsbeamter, Hofkapellsänger, Musikforscher und Musikaliensammler    | 53    |       |
| 20. März | Robert James Graves                             | irischer Arzt                                                                                           | 55    |       |
| 20. März | Heinrich von der Hude                           | Syndicus und Senator der Hansestadt Lübeck                                                              | 55    |       |
| 22. März | Jean Toussaint Arrighi de Casanova              | französischer General und Politiker                                                                     | 75    |       |
| 22. März | Karl Barthel                                    | deutscher Literaturhistoriker, Lehrer und Theologe                                                      | 36    |       |
| 22. März | Karl Köllner                                    | Vorsteher der Rettungshäuser für verwahrloste Kinder in Korntal                                         | 63    |       |
| 22. März | Peter Made                                      | Landtagsabgeordneter Großherzogtum Hessen                                                               | 77    |       |
| 22. März | Ludwig von Pfnorr                               | badischer Generalmajor                                                                                  | 71    |       |
| 22. März | Johann Baptist Reinert                          | Schweizer Jurist und Politiker                                                                          | 62    |       |
| 23. März | Alexander Duncan                                | US-amerikanischer Politiker (Demokratische Partei)                                                      |       |       |
| 24. März | Karl Fischer                                    | Theaterschauspieler                                                                                     | 65    |       |
| 24. März | Johann Matthias Naeff                           | Schweizer Unternehmer und Politiker                                                                     | 79    |       |
| 27. März | Johann Adam Ackermann                           | deutscher Maler                                                                                         |       |       |
| 28. März | Heinrich Eduard Josef von Lannoy                | österreichischer Gambist und Komponist                                                                  | 65    |       |
| 29. März | Christian Gottlieb Bonz                         | deutscher Apotheker, Chemiker und Unternehmer                                                           | 32    |       |
| 29. März | Thomas Josef Heimbach                           | deutscher Bürgermeister in Düren                                                                        | 66    |       |
| 29. März | Franz Schmidt                                   | deutsch-katholischer Prediger, Mitglied der Frankfurter Nationalversammlung 1848/49                     | 34    |       |
| 30. März | Abigail Fillmore                                | US-amerikanische First Lady                                                                             | 55    |       |
| 30. März | Arthur Smith                                    | US-amerikanischer Politiker                                                                             | 67    |       |
| 31. März | Wilhelm Franz von Hiddessen                     | Freigraf in Warburg, Mitglied der Reichsstände im Königreich Westphalen und Landrat des Kreises Warburg | 84    |       |
| 31. März | Theophil von Hompesch                           | belgischer Unternehmer                                                                                  | 53    |       |
| 31. März | Maximilian Joseph Gottfried von Sommerau Beeckh | Erzbischof von Olmütz; Kardinal der Römisch-katholischen Kirche                                         | 83    |       |

## April
| Tag       | Name                                         | Beruf, bekannt als                                                                                    | Alter | Beleg |
| --------- | -------------------------------------------- | --- | ----- | ----- |
| 3. April  | Joseph von Armansperg                        | bayerischer und griechischer Staatsmann                                                               | 66    |       |
| 3. April  | Johann Jenull                                | österreichischer Jurist                                                                               | 79    |       |
| 3. April  | John W. Weeks                                | US-amerikanischer Politiker                                                                           | 72    |       |
| 4. April  | Jean-François-Marcellin Bussard              | Schweizer Politiker und Rechtswissenschaftler                                                         | 53    |       |
| 5. April  | Johann Wilhelm Friedrich Höfling             | lutherischer Theologe, Mitbegründer der Erlanger Schule                                               | 50    |       |
| 7. April  | Juliane Engelbrecht                          | katholische Jungfrau und Dulderin                                                                     | 18    |       |
| 8. April  | Karl Wilhelm Kolbe der Jüngere               | deutscher Maler                                                                                       | 72    |       |
| 8. April  | Johan Willem Pieneman                        | niederländischer Maler                                                                                | 73    |       |
| 8. April  | Giuseppe Rapisardi                           | italienischer Maler                                                                                   | 54    |       |
| 9. April  | Traugott Immanuel Pachaly                    | deutscher Organist und Komponist                                                                      | 56    |       |
| 9. April  | Johannes Wild                                | Schweizer Politiker und Industrieller                                                                 | 62    |       |
| 10. April | Ludwig Keller                                | deutscher Politiker und Weingutbesitzer                                                               |       |       |
| 11. April | Louis Emmanuel Jadin                         | französischer Komponist und Professor                                                                 | 84    |       |
| 11. April | August Schnezler                             | deutscher Dichter, Redakteur und Sagensammler                                                         | 43    |       |
| 13. April | Leopold Gmelin                               | deutscher Chemiker                                                                                    | 64    |       |
| 13. April | James Iredell                                | US-amerikanischer Politiker und Gouverneur von North Carolina                                         | 64    |       |
| 13. April | Ludwig Ferdinand Schnorr von Carolsfeld      | österreichischer Maler                                                                                | 64    |       |
| 13. April | Georg Mathias Stinnes                        | deutscher Kaufmann und Reeder                                                                         | 35    |       |
| 14. April | Robert Baldwin Sullivan                      | kanadischer Politiker, 2. Bürgermeister von Toronto                                                   | 50    |       |
| 15. April | Auguste Laurent                              | französischer Chemiker                                                                                | 45    |       |
| 15. April | Martin Stroh                                 | deutscher Bürgermeister und Mitglied der kurhessischen Ständeversammlung                              | 76    |       |
| 18. April | William R. King                              | US-amerikanischer Politiker, 13. Vizepräsident der USA                                                | 67    |       |
| 19. April | Karl von Dewitz                              | mecklenburg-strelitzscher Hofbeamter                                                                  | 38    |       |
| 23. April | Mary Lee Fitzhugh Custis                     | Laienführerin der Episkopalkirche in Alexandria County                                                | 65    |       |
| 23. April | Henri-Louis Empeytaz                         | Schweizer evangelischer Geistlicher                                                                   | 62    |       |
| 23. April | Carl Peter Lepsius                           | Altertumswissenschaftler, Historiker, Schriftsteller, Beamter, Bürgermeister und Landrat von Naumburg | 77    |       |
| 23. April | Carl von Wulffen                             | deutscher Landwirt und Agrarwissenschaftler                                                           | 67    |       |
| 24. April | Carl Friedrich Wilhelm Catenhusen            | deutscher evangelisch-Lutherischer Theologe, Superintendent im Herzogtum Lauenburg                    | 60    |       |
| 25. April | William Beaumont                             | US-amerikanischer Arzt                                                                                | 67    |       |
| 25. April | James Phipps                                 | englischer Pockenimpfpatient                                                                          |       |       |
| 25. April | Friedrich Franz August Riedesel zu Eisenbach | Landtagsabgeordneter, 29. Hessischer Erbmarschall                                                     | 70    |       |
| 28. April | Helene Strack                                | deutsche Blumenmalerin                                                                                | 54    |       |
| 28. April | Ludwig Tieck                                 | deutscher Dichter, Schriftsteller, Herausgeber und Übersetzer der Romantik                            | 79    |       |
| 29. April | Andreas Borum                                | deutscher Maler, Lithograph und Sammler                                                               |       |       |
| 29. April | Eduard Lunde                                 | deutscher Verwaltungsjurist                                                                           |       |       |
| 29. April | Johann Heinrich Christian Nonne              | deutscher Dichter, Pfarrer und Theologe                                                               | 67    |       |
| 30. April | Carl Friedrich Wilhelm Meißner               | deutscher Apotheker und Mykologe                                                                      | 60    |       |
| April     | Elise Garnerin                               | Ballonfahrerin, Luftakrobatin und Fallschirmspringerin                                                |       |       |
| April     | Samuel Smith Harrison                        | US-amerikanischer Politiker                                                                           |       |       |

## Mai
| Tag     | Name                             | Beruf, bekannt als                                                                  | Alter | Beleg |
| ------- | -------------------------------- | ----------------------------------------------------------------------------------- | ----- | ----- |
| 1. Mai  | Johann Ludwig Jordan             | deutscher Mediziner, Mineraloge, Lehrer und Naturforscher                           | 81    |       |
| 2. Mai  | Bezmiâlem Sultan                 | Frau des osmanischen Sultans Mahmud II. und Valide Sultan (1839 bis 1853)           |       |       |
| 2. Mai  | Friedrich Traugott Friedemann    | nassauischer Archivdirektor und Landtagsabgeordneter                                | 60    |       |
| 2. Mai  | Christian Friedrich Schwägrichen | deutscher Botaniker und Bryologe                                                    | 77    |       |
| 2. Mai  | Jesse B. Thomas                  | US-amerikanischer Politiker                                                         |       |       |
| 2. Mai  | Heinrich Ludwig von Vietinghoff  | russischer Generalleutnant und Kartograph                                           | 70    |       |
| 3. Mai  | Albrecht Friedrich May           | Schweizer Politiker, Sekretär und Diplomat                                          | 79    |       |
| 3. Mai  | Friedrich Kühle                  | preußischer Generalmajor                                                            | 62    |       |
| 3. Mai  | Juan Donoso Cortés               | spanischer Diplomat, Politiker und Staatsphilosoph                                  | 43    |       |
| 4. Mai  | Friedrich von Saporta            | bayerischer Generalmajor                                                            | 59    |       |
| 8. Mai  | John Farrar                      | US-amerikanischer Mathematiker und Physiker                                         | 73    |       |
| 8. Mai  | Joannes Philippus Roothaan       | Generaloberer der Societas Jesu (Jesuiten)                                          | 67    |       |
| 8. Mai  | Karl Ludwig Schulmeister         | Spion im Solde Napoléon Bonapartes                                                  | 82    |       |
| 8. Mai  | Patrick W. Tompkins              | US-amerikanischer Politiker                                                         |       |       |
| 8. Mai  | Friedrich Justus Willich         | deutscher Jurist und Politiker                                                      | 63    |       |
| 9. Mai  | Pauline von Brochowska           | deutsche Schriftstellerin und Hofdame                                               | 58    |       |
| 9. Mai  | Frederik Dreier                  | dänischer sozialkritischer Autor                                                    | 25    |       |
| 10. Mai | Jacob Burnet                     | US-amerikanischer Politiker                                                         | 83    |       |
| 10. Mai | Ferdinando Maria Pignatelli      | italienischer römisch-katholischer Geistlicher, Erzbischof von Palermo und Kardinal | 82    |       |
| 11. Mai | Hyacinth Bitschurin              | russischer Sinologe                                                                 | 75    |       |
| 11. Mai | Dominikus Kuenzer                | deutscher katholischer Priester und Abgeordneter                                    | 59    |       |
| 13. Mai | Bernardin Pitschieler            | Südtiroler Maler                                                                    | 77    |       |
| 14. Mai | Hans Friedrich Baasch            | deutscher Maler                                                                     | 68    |       |
| 14. Mai | Johann Nepomuk von Raiser        | Historiker und Altertumsforscher                                                    | 84    |       |
| 17. Mai | Edward Davies                    | US-amerikanischer Politiker                                                         | 73    |       |
| 17. Mai | Johann Karl Thilo                | deutscher evangelischer Theologe und Hochschullehrer                                | 58    |       |
| 18. Mai | Marco Berra                      | italienischer Musikverleger                                                         | 68    |       |
| 18. Mai | Lionel Kieseritzky               | deutsch-baltischer Schachmeister                                                    | 47    |       |
| 20. Mai | Anthony Norris Groves            | englischer Zahnarzt und Missionar                                                   | 58    |       |
| 21. Mai | Georges Duval                    | französischer Dramatiker                                                            | 80    |       |
| 21. Mai | Louis Moinet                     | französischer Uhrmacher                                                             |       |       |
| 23. Mai | Leopold Bornitz                  | deutscher Arzt und Schriftsteller                                                   | 46    |       |
| 26. Mai | Konstantin Reitz                 | deutscher Afrikaforscher und österreichischer Konsul                                | 36    |       |
| 26. Mai | Johann Michael Wächter           | österreichischer Opernsänger (Bassbariton) sowie sächsischer Kammersänger           | 59    |       |
| 29. Mai | Christian Scharfenberg           | deutscher Mediziner                                                                 | 46    |       |
| 29. Mai | Josef von Skribanek              | österreichischer Offizier und Kartograph                                            |       |       |
| 30. Mai | Hermann Peter von Künigl         | österreichischer Feldzeugmeister und Artillerist                                    | 88    |       |
| 30. Mai | Ernst Gottlob Pienitz            | deutscher Arzt und Psychiater                                                       | 75    |       |
| 31. Mai | Christian Gottlieb Eisenstuck    | deutscher Jurist und Politiker, Abgeordneter im Sächsischen Landtag                 | 79    |       |

## Juni
| Tag      | Name                                   | Beruf, bekannt als                                                                                                | Alter | Beleg |
| -------- | -------------------------------------- | --- | ----- | ----- |
| 1. Juni  | Christian Sautier                      | deutscher Kaufmann, Bankier, Ehrenstadtrat in Freiburg und Mitglied des Badischen Landtages                       | 73    |       |
| 1. Juni  | William Whipple Warren                 | US-amerikanischer Historiker und Politiker                                                                        | 28    |       |
| 2. Juni  | Lucas Alamán                           | mexikanischer Politiker, Historiker                                                                               | 60    |       |
| 2. Juni  | Samuel Campbell                        | US-amerikanischer Jurist und Politiker                                                                            | 79    |       |
| 4. Juni  | Cesare Balbo                           | italienischer Staatsmann und Schriftsteller                                                                       | 63    |       |
| 5. Juni  | Henriette Baranius                     | deutsche Schauspielerin und Opernsängerin (Sopran)                                                                | 84    |       |
| 5. Juni  | Christoph Hartung                      | österreichischer Arzt und Wegbereiter der Homöopathie                                                             | 74    |       |
| 6. Juni  | Bennett C. Riley                       | US-amerikanischer General und letzter Militärgouverneur von Kalifornien                                           |       |       |
| 8. Juni  | Franz Seraph von Stadion               | österreichischer Staatsmann                                                                                       | 46    |       |
| 8. Juni  | Richard William Howard Vyse            | britischer Offizier, Ägyptologe und Politiker, Mitglied des House of Commons                                      | 68    |       |
| 8. Juni  | Stephan Zichy                          | österreichischer Politiker und Diplomat                                                                           | 73    |       |
| 9. Juni  | Egide Aerts                            | belgischer Flötist, Komponist und Musikpädagoge                                                                   | 31    |       |
| 11. Juni | Johannes Cornelis de Jonge             | niederländischer Geschichtsschreiber; Vater von Johan Karel Jacob de Jonges                                       | 60    |       |
| 12. Juni | Gaspar Bertoni                         | italienischer Ordensgründer, katholischer Heiliger                                                                | 75    |       |
| 12. Juni | Eduard Boas                            | deutscher Literaturhistoriker und Autor                                                                           | 38    |       |
| 16. Juni | Joseph W. Chalmers                     | US-amerikanischer Politiker und Jurist                                                                            | 46    |       |
| 16. Juni | Antonio Garibaldi                      | italienischer Geistlicher, Kurienbischof und Diplomat des Heiligen Stuhls                                         | 56    |       |
| 16. Juni | Friedrich von Kurowski-Eichen          | deutscher Schriftsteller, Erfinder und Offizier                                                                   | 72    |       |
| 16. Juni | Agostinho Alves Ramos                  | portugiesisch-brasilianischer Politiker                                                                           |       |       |
| 17. Juni | Traugott Leberecht Hasse               | deutscher Bergwerks-Beamter und Schriftsteller                                                                    | 78    |       |
| 17. Juni | Klement Antonín Zahrádka               | Abt des Klosters Ossegg in Böhmen                                                                                 | 67    |       |
| 18. Juni | Thomas Marshal Bibighaus               | US-amerikanischer Politiker                                                                                       | 36    |       |
| 18. Juni | Benedict von Holland                   | deutscher Priester und Lehrer                                                                                     | 77    |       |
| 18. Juni | Bartholomäus Kaffel                    | österreichischer Glockengießer                                                                                    |       |       |
| 18. Juni | Wilhelm Gerhard Walpers                | deutscher Botaniker                                                                                               | 36    |       |
| 18. Juni | Bernhard Würschmitt                    | katholischer Priester und Bildhauer                                                                               | 64    |       |
| 19. Juni | Christian Høyer Bille                  | dänischer Diplomat                                                                                                | 53    |       |
| 20. Juni | Friedrich Damian Schütz von Holzhausen | Landtagsabgeordneter Herzogtum Nassau                                                                             | 31    |       |
| 21. Juni | Franz Serafin Exner                    | österreichischer Philosoph                                                                                        | 50    |       |
| 21. Juni | Ernst von Linsingen                    | königlich-hannoverscher General der Kavallerie                                                                    | 77    |       |
| 23. Juni | Giacomo Luigi Brignole                 | italienischer Geistlicher, Kurienkardinal der römisch-katholischen Kirche                                         | 56    |       |
| 24. Juni | Thomas Cranz                           | deutscher Zeichner                                                                                                |       |       |
| 24. Juni | Charles-Gabriel Pravaz                 | französischer Chirurg und Orthopäde, Entwickler der Injektionsspritze                                             | 62    |       |
| 25. Juni | Regula Engel-Egli                      | Frau eines schweizerischen Söldneroffiziers im Dienste Napoleons                                                  | 92    |       |
| 25. Juni | Spencer Jarnagin                       | US-amerikanischer Politiker                                                                                       |       |       |
| 25. Juni | Henry Vail                             | US-amerikanischer Politiker                                                                                       |       |       |
| 26. Juni | Caroline Düringer                      | deutsche Opernsängerin (Mezzosopran)                                                                              | 50    |       |
| 28. Juni | Charles Marie Bouton                   | französischer Maler, Erfinder des Dioramas                                                                        | 72    |       |
| 29. Juni | Philipp Anton Fauler                   | Verwalter eines Hüttenwerks in Thiergarten an der Donau und Namensgeber eines Hüttenwerks in Freiburg im Breisgau | 72    |       |
| 29. Juni | Adrien Henri Laurent de Jussieu        | französischer Botaniker                                                                                           | 55    |       |
| 29. Juni | Karl Wilhelm Walch                     | deutscher Rechtswissenschaftler                                                                                   | 77    |       |
| 30. Juni | Joseph Pearson Caldwell                | US-amerikanischer Politiker                                                                                       | 45    |       |
| 30. Juni | Thomas H. Hall                         | US-amerikanischer Politiker                                                                                       |       |       |
| 30. Juni | Carl Knorr                             | hessischer Politiker, Landtagsabgeordneter Großherzogtum Hessen                                                   | 81    |       |
| 30. Juni | Pierre Toussaint                       | Ehrwürdiger Diener Gottes                                                                                         |       |       |
| Juni     | Jacob Schmitt                          | deutscher Komponist und Klavierlehrer                                                                             | 49    |       |

## Juli
| Tag      | Name                                | Beruf, bekannt als                                 | Alter | Beleg |
| -------- | ----------------------------------- | -------------------------------------------------- | ----- | ----- |
| 1. Juli  | Arthur Livermore                    | US-amerikanischer Politiker                        | 86    |       |
| 1. Juli  | Branko Radičević                    | serbischer Dichter                                 | 29    |       |
| 3. Juli  | Johann Karl Ludwig Hehl             | deutscher Mineraloge und Geologe                   | 78    |       |
| 3. Juli  | Johann Jakob Iven                   | Priester und Generalvikar                          | 78    |       |
| 6. Juli  | Jeremiah Bailey                     | US-amerikanischer Politiker                        | 80    |       |
| 6. Juli  | Caspar Johannes Boye                | dänischer Dichter                                  | 61    |       |
| 6. Juli  | Charles Paine                       | US-amerikanischer Politiker                        | 54    |       |
| 7. Juli  | Carl Anton Wunsch                   | deutscher Mediziner                                | 63    |       |
| 8. Juli  | Carl Friedrich                      | Großherzog von Sachsen-Weimar-Eisenach (1828–1853) | 70    |       |
| 8. Juli  | Ernst Friedrich Germar              | deutscher Entomologe und Mineraloge                | 66    |       |
| 10. Juli | Carl Christian Friedrich Weckherlin | württembergischer Oberamtmann                      | 63    |       |
| 12. Juli | Wilhelm Sältzer                     | deutscher Architekt und Ziegeleibesitzer           | 74    |       |
| 14. Juli | Benjamin Estil                      | US-amerikanischer Politiker                        | 73    |       |
| 14. Juli | Sachari Sograf                      | bulgarischer Ikonenmaler                           |       |       |
| 15. Juli | Johann Jakob Hürlimann              | Schweizer Unternehmer und Politiker                | 56    |       |
| 15. Juli | Wilhelm von Kobell                  | deutscher Maler und Radierer                       | 87    |       |
| 17. Juli | Johann Thomas Hagemann              | deutscher Kupferstecher                            | 81    |       |
| 17. Juli | Wilhelm von Rosen                   | deutscher Amtmann                                  | 64    |       |
| 20. Juli | Luis de la Cruz                     | spanischer Maler                                   | 77    |       |
| 21. Juli | Thomas Patrick Moore                | US-amerikanischer Politiker                        |       |       |
| 22. Juli | Christoffer Wilhelm Eckersberg      | dänischer Maler                                    | 70    |       |
| 23. Juli | Johannes Geibel                     | deutscher evangelischer Theologe                   | 77    |       |
| 23. Juli | Andries Pretorius                   | burischer Politiker und Voortrekker                | 54    |       |
| 24. Juli | Eduard Duller                       | deutscher Dichter und Geschichtsschreiber          | 43    |       |
| 25. Juli | José Jorge Viteri y Ungo            | Bischof von San Salvador und von Leon              | 52    |       |
| 25. Juli | Johann Joachim Wachsmann            | deutscher Komponist und Chordirigent               | 66    |       |
| 26. Juli | Franz Josef Remigius Bossart        | Schweizer Orgelbauer                               | 76    |       |
| 27. Juli | Tokugawa Ieyoshi                    | japanischer Shogun                                 | 60    |       |
| 28. Juli | Carl Friedrich Döhnel               | deutscher Mundartautor                             | 81    |       |
| 28. Juli | Johann Christian Luther             | deutschbaltischer lutherischer Geistlicher         | 49    |       |
| 28. Juli | Jonathan Richmond                   | US-amerikanischer Politiker                        | 78    |       |

## August
| Tag        | Name                                     | Beruf, bekannt als                                                                             | Alter | Beleg |
| ---------- | ---------------------------------------- | ---------------------------------------------------------------------------------------------- | ----- | ----- |
| 1. August  | Nahum Mitchell                           | US-amerikanischer Politiker                                                                    | 84    |       |
| 3. August  | Georg                                    | Herzog von Sachsen-Altenburg                                                                   | 57    |       |
| 3. August  | Isak Hermann Albrecht Schumacher         | Bremer Jurist, Senator und Bürgermeister                                                       | 73    |       |
| 5. August  | Johann Kaspar Adolay                     | deutscher Notar                                                                                | 82    |       |
| 5. August  | William Wallace Smith Bliss              | US-amerikanischer Offizier der US Army                                                         | 37    |       |
| 6. August  | Amédée Louis Despans de Cubières         | französischer General                                                                          | 67    |       |
| 6. August  | Myawaddy Mingyi U Sa                     | Dichter, Komponist, Militärführer                                                              | 86    |       |
| 7. August  | Ludwig von Welden                        | österreichischer Feldzeugmeister                                                               | 71    |       |
| 9. August  | Josef Hoëné-Wronski                      | polnischer Philosoph und Mathematiker                                                          | 76    |       |
| 12. August | Adolph Keferstein                        | deutscher Erfinder, Fabrikant und Papiermüller                                                 | 80    |       |
| 12. August | Heinrich von Randow                      | preußischer Offizier                                                                           | 55    |       |
| 13. August | John Nevett Steele                       | US-amerikanischer Politiker                                                                    | 57    |       |
| 14. August | Peter Lichtenthal                        | österreichischer Arzt, Musikschriftsteller, Komponist und Arrangeur                            | 75    |       |
| 15. August | Giovanni Battista Polledro               | italienischer Geiger und Komponist                                                             | 72    |       |
| 17. August | Frederick Adam                           | britischer General                                                                             | 72    |       |
| 17. August | Franz Sales Handwercher                  | deutscher katholischer Pfarrer                                                                 | 61    |       |
| 18. August | Joseph-René Bellot                       | französischer Marineoffizier und Polarforscher                                                 | 27    |       |
| 18. August | Joseph Doms                              | deutscher Kaufmann und Tabakindustrieller                                                      |       |       |
| 18. August | Alexander Fraser, 17. Lord Saltoun       | britischer Peer, Offizier und Politiker                                                        | 68    |       |
| 19. August | George Cockburn                          | britischer Marineoffizier                                                                      | 81    |       |
| 19. August | Carl Duval                               | deutscher Schriftsteller, Maler und Lithograf                                                  | 46    |       |
| 19. August | Johann Friedrich Köllner                 | evangelischer Pfarrer, Beamter, Pädagoge, Historiker, Bürgermeister                            | 89    |       |
| 19. August | Clément François Victor Gabriel Prunelle | französischer Arzt und Politiker                                                               | 76    |       |
| 19. August | Franz Stecher                            | österreichischer Maler                                                                         | 39    |       |
| 21. August | John Anderson                            | US-amerikanischer Politiker                                                                    | 61    |       |
| 22. August | Adolf von Hertenstein                    | Schweizer Jurist und Politiker                                                                 | 50    |       |
| 22. August | Carl Karsten                             | deutscher Mineraloge und Metallurg                                                             | 70    |       |
| 22. August | Theodor Ubbelohde                        | deutscher Verwaltungsjurist                                                                    | 48    |       |
| 23. August | Waitstill R. Ranney                      | US-amerikanischer Politiker                                                                    | 62    |       |
| 24. August | Anton Hayne                              | österreichischer Veterinärmediziner                                                            | 67    |       |
| 24. August | Charles-Tristan de Montholon             | französischer Generaladjutant Kaiser Napoleons                                                 |       |       |
| 25. August | Antonie Erhartt                          | österreichische Theaterschauspielerin und Opernsängerin (Sopran)                               | 27    |       |
| 26. August | Meno Burg                                | erster preußischer Offizier jüdischen Glaubens                                                 | 63    |       |
| 26. August | James Chalmers                           | Druckereibesitzer und Zeitungsverleger im schottischen Dundee                                  | 71    |       |
| 26. August | Anna Maria Hussey                        | britische Mykologin, Autorin und botanische Illustratorin                                      | 48    |       |
| 26. August | Karl Theodor von Pappenheim              | bayerischer Offizier, zuletzt Feldzeugmeister, letzter regierender Graf von Pappenheim         | 82    |       |
| 27. August | Johann Friedrich Petersen                | deutscher evangelisch-lutherischer Geistlicher und Publizist                                   | 54    |       |
| 28. August | Friedrich Joseph Haass                   | deutsch-russischer Mediziner                                                                   | 73    |       |
| 29. August | Charles James Napier                     | britischer General, Oberbefehlshaber der Truppen der Britisch-Ostindischen-Handelsgesellschaft | 71    |       |
| 29. August | Christian Karl Theodor Weyland           | Landtagsabgeordneter Großherzogtum Hessen                                                      | 63    |       |

## September
| Tag           | Name                                                | Beruf, bekannt als                                                                             | Alter | Beleg |
| ------------- | --------------------------------------------------- | ---------------------------------------------------------------------------------------------- | ----- | ----- |
| 1. September  | Adolf Asher                                         | Buchhändler                                                                                    | 53    |       |
| 3. September  | Johann Martin Niederée                              | deutscher Künstler                                                                             | 22    |       |
| 4. September  | James Iver McKay                                    | US-amerikanischer Politiker                                                                    |       |       |
| 4. September  | Orange Merwin                                       | US-amerikanischer Politiker                                                                    | 76    |       |
| 5. September  | George Poindexter                                   | US-amerikanischer Politiker                                                                    |       |       |
| 5. September  | Eduard Ritter                                       | österreichischer Maler                                                                         | 44    |       |
| 6. September  | George Bradshaw                                     | englischer Kartograph und Verleger (Kursbücher)                                                | 52    |       |
| 6. September  | Georg Bernhard Depping                              | deutsch-französischer Geschichtsschreiber                                                      | 69    |       |
| 8. September  | Frédéric Ozanam                                     | französischer Gelehrter                                                                        | 40    |       |
| 9. September  | Adolf Eduard Marschner                              | deutscher Komponist                                                                            | 34    |       |
| 12. September | Carl Barth                                          | deutscher Zeichner und Kupferstecher                                                           | 65    |       |
| 13. September | Georg Andreas Gabler                                | Philosoph                                                                                      | 67    |       |
| 14. September | Jakob Greiß                                         | Gartendirektor des ersten Botanischen Gartens in Köln und Leiter aller städtischen Grünanlagen | 52    |       |
| 14. September | Hugh Edwin Strickland                               | englischer Geologe, Ornithologe und Systematiker                                               | 42    |       |
| 16. September | Victory Birdseye                                    | US-amerikanischer Jurist und Politiker                                                         | 70    |       |
| 16. September | Karl Eduard von Bülow                               | deutscher Novellendichter                                                                      | 49    |       |
| 16. September | Eugen von Falkenhayn                                | österreichischer General der Kavallerie                                                        | 61    |       |
| 17. September | Thomas C. Love                                      | US-amerikanischer Politiker                                                                    | 63    |       |
| 17. September | José Laureano Pineda Ugarte                         | nicaraguanischer Politiker, Director Supremo von Nicaragua (1851–1853)                         | 51    |       |
| 17. September | Joachim Christian Timm                              | mecklenburg-strelitzscher Husar in den Befreiungskriegen                                       | 69    |       |
| 18. September | Ludwig von Haenlein                                 | deutscher Diplomat                                                                             | 63    |       |
| 18. September | Andrews Norton                                      | US-amerikanischer unitarischer Theologe                                                        | 66    |       |
| 18. September | Gustav Perger                                       | preußischer Landrat und Geheimer Regierungsrat                                                 |       |       |
| 18. September | Jan Isaac Wolterbeek                                | niederländischer Mediziner                                                                     | 79    |       |
| 19. September | Heinrich Schnabel                                   | preußischer Verwaltungsbeamter                                                                 | 75    |       |
| 21. September | Timothy Burns                                       | US-amerikanischer Politiker                                                                    | 33    |       |
| 21. September | Georg Albert Öhl                                    | badischer Verwaltungsbeamter                                                                   | 60    |       |
| 21. September | Daniel Friedrich Gottlob Teichert                   | preußischer Offizier und Abgeordneter der Deutschen Nationalversammlung                        | 57    |       |
| 22. September | Carl Gottfried Bauer                                | deutscher Theaterschauspieler                                                                  | 51    |       |
| 22. September | Thomas Willoughby Newton                            | US-amerikanischer Politiker                                                                    | 49    |       |
| 24. September | Franz Anton Alexander von Braune                    | österreichischer Botaniker                                                                     | 87    |       |
| 25. September | Fredrik Blom                                        | schwedischer Oberst und Architekt                                                              | 72    |       |
| 25. September | Cécile Charlotte Sophie Mendelssohn Bartholdy       | Ehefrau von Felix Mendelssohn Bartholdy                                                        | 35    |       |
| 26. September | Hermann Peter Fersenfeldt                           | deutscher Architekt und Hochschullehrer                                                        | 67    |       |
| 27. September | Peter Beuth                                         | deutscher Ministerialbeamter, Politiker und Gründer des Preußischen Gewerbeinstituts           | 71    |       |
| 27. September | Sherman Page                                        | US-amerikanischer Jurist und Politiker                                                         | 74    |       |
| 29. September | James Tallmadge                                     | US-amerikanischer Rechtsanwalt und Politiker                                                   | 75    |       |
| 29. September | Ludwig Weber                                        | österreichischer Unternehmer und Politiker, Landtagsabgeordneter                               | 44    |       |
| 29. September | Johann Christian Zimmermann                         | Oberbergrat und stellv. Berghauptmann des Berg- und Forstamts Clausthal                        | 67    |       |
| 30. September | Andrew Beaumont                                     | US-amerikanischer Politiker                                                                    | 63    |       |
| 30. September | Augustin François César Prouvençal de Saint-Hilaire | französischer Botaniker                                                                        | 73    |       |
| September     | Joseph Guillou                                      | französischer Flötist und Komponist                                                            | 65    |       |

## Oktober
| Tag         | Name                                                 | Beruf, bekannt als                                                                                           | Alter | Beleg |
| ----------- | ---------------------------------------------------- | --- | ----- | ----- |
| 1. Oktober  | Karl Philipp Friedrich Arnsperger                    | badischer Forstbeamter und Fachbuchautor                                                                     | 62    |       |
| 2. Oktober  | François Arago                                       | französischer Physiker                                                                                       | 67    |       |
| 2. Oktober  | Carl Ignaz Lorinser                                  | böhmischer Mediziner                                                                                         | 57    |       |
| 3. Oktober  | James G. King                                        | US-amerikanischer Politiker                                                                                  | 62    |       |
| 3. Oktober  | Johann Gottlieb Lehmann                              | deutscher Jurist, Oberbürgermeister von Frankfurt (Oder) (1816–1837)                                         | 72    |       |
| 3. Oktober  | George Onslow                                        | französischer Komponist                                                                                      | 69    |       |
| 5. Oktober  | Mahlon Dickerson                                     | US-amerikanischer Jurist und Politiker                                                                       | 83    |       |
| 5. Oktober  | Joseph Dittrich                                      | katholischer Bischof                                                                                         | 59    |       |
| 7. Oktober  | Mathias Charles Thomas Marie de Hemricourt de Grunne | niederländischer Generalleutnant und Diplomat, kaiserlicher Generalmajor                                     | 84    |       |
| 8. Oktober  | Christian Karl Barth                                 | deutscher Historiker                                                                                         | 77    |       |
| 8. Oktober  | Johann Frankenfeld                                   | deutscher Verwaltungsbeamter und Politiker im Königreich Hannover                                            | 82    |       |
| 8. Oktober  | Carl Meisl                                           | österreichischer Dramatiker                                                                                  | 78    |       |
| 10. Oktober | Johann Friedrich Richter                             | deutscher Schulmeister                                                                                       | 59    |       |
| 13. Oktober | Tristam Burges                                       | US-amerikanischer Politiker                                                                                  | 83    |       |
| 13. Oktober | Pierre-François-Léonard Fontaine                     | französischer Architekt                                                                                      | 91    |       |
| 13. Oktober | William Hiester                                      | US-amerikanischer Politiker                                                                                  | 63    |       |
| 14. Oktober | Elisha Mathewson                                     | US-amerikanischer Politiker                                                                                  | 86    |       |
| 15. Oktober | Hermann Lichtenthal                                  | Klavierbauer                                                                                                 |       |       |
| 15. Oktober | Jean Baptiste Métivier                               | französisch-deutscher Architekt und bayerischer Baubeamter                                                   | 72    |       |
| 15. Oktober | Samuel Sullivan                                      | US-amerikanischer Jurist und Politiker                                                                       | 80    |       |
| 18. Oktober | Friedrich Wilhelm von Chamier                        | preußischer Generalmajor                                                                                     | 64    |       |
| 18. Oktober | Gotthelf Fischer von Waldheim                        | deutscher Naturforscher                                                                                      | 82    |       |
| 18. Oktober | Die Verschollene von San Nicolas                     | Indianerin, die allein auf einer Insel zurückgelassen wurde                                                  |       |       |
| 19. Oktober | Ichabod Bartlett                                     | US-amerikanischer Politiker                                                                                  | 67    |       |
| 19. Oktober | Agathe de Rambaud                                    | Gouvernante des französischen Kronprinz                                                                      | 88    |       |
| 21. Oktober | Samuel Meyer Ehrenberg                               | deutscher Pädagoge und Schuldirektor                                                                         | 80    |       |
| 21. Oktober | Carl August Peter Menzel                             | deutscher Architekt und Architekturpublizist                                                                 | 59    |       |
| 21. Oktober | Andreas Wasserburg                                   | deutscher Lehrer, Rechtsbeistand und Schriftsteller                                                          |       |       |
| 22. Oktober | Juan Antonio Lavalleja                               | uruguayischer Revolutionär                                                                                   | 69    |       |
| 23. Oktober | Heinrich Johann Merck                                | deutscher Kaufmann und Hamburger Senator                                                                     | 83    |       |
| 24. Oktober | Lise Cristiani                                       | französische Cellistin                                                                                       | 27    |       |
| 24. Oktober | Louis Joseph Lahure                                  | französischer Divisionsgeneral belgischer Herkunft                                                           | 85    |       |
| 28. Oktober | Joseph Heinrich Coppenrath                           | deutscher Verleger                                                                                           | 89    |       |
| 28. Oktober | Carl Ludwig Henkel                                   | Bürgermeister und Polizeidirektor                                                                            | 38    |       |
| 28. Oktober | Bernhard Petri                                       | österreichischer Agronom                                                                                     | 86    |       |
| 29. Oktober | Marie Heese                                          | deutsche Theaterschauspielerin                                                                               | 28    |       |
| 29. Oktober | Dietrich von Miltitz                                 | sächsischer, später preußischer Offizier, zuletzt Generalleutnant sowie Begründer des Scharfenberger Kreises | 84    |       |
| 29. Oktober | Pierre Zimmermann                                    | französischer Klavierpädagoge und Komponist                                                                  | 68    |       |
| 30. Oktober | Pietro Raimondi                                      | italienischer Komponist und Musikpädagoge                                                                    | 66    |       |

## November
| Tag          | Name                                | Beruf, bekannt als                                                                              | Alter | Beleg |
| ------------ | ----------------------------------- | ----------------------------------------------------------------------------------------------- | ----- | ----- |
| 2. November  | Georg August Wilhelm du Roi         | deutscher Instanzrichter                                                                        | 66    |       |
| 2. November  | Samuel Pümpin                       | Schweizer Politiker                                                                             | 77    |       |
| 3. November  | Juan Álvarez Mendizábal             | spanischer Politiker, kurzzeitig Wirtschaftsminister sowie Premierminister                      | 63    |       |
| 5. November  | Charles Masson                      | Entdecker und Soldat der Ostindien-Kompanie                                                     | 53    |       |
| 5. November  | Heinrich Joseph Wetzer              | deutscher Orientalist und Kirchenrechtler                                                       | 52    |       |
| 6. November  | Karl Wilhelm Mayrhofer              | österreichischer Arzt und Schriftsteller                                                        | 47    |       |
| 6. November  | Christian von Platzer               | österreichischer Offizier (Genietruppe) und Direktor des k.k. Polytechnischen Instituts in Wien |       |       |
| 6. November  | August Soller                       | deutscher Architekt und preußischer Baubeamter                                                  | 48    |       |
| 6. November  | Ansel Sterling                      | US-amerikanischer Politiker                                                                     | 71    |       |
| 7. November  | Domenico Bossi                      | italienischer Miniaturporträtist                                                                | 86    |       |
| 8. November  | Karl Friedrich Emil Fries           | deutscher Agrarwissenschaftler                                                                  | 39    |       |
| 10. November | Thomas M. Nelson                    | US-amerikanischer Politiker                                                                     | 71    |       |
| 12. November | Joseph Stanislaus Albach            | österreichischer Ordensgeistlicher und Prediger                                                 | 58    |       |
| 12. November | Heinrich Escher                     | Schweizer Unternehmer und Entomologe                                                            | 77    |       |
| 13. November | Alexander von Bally                 | deutscher Jurist, Gutsbesitzer und Abgeordneter                                                 | 51    |       |
| 13. November | Frederik van de Poll                | Bürgermeister von Amsterdam, Gouverneur von Utrecht                                             | 73    |       |
| 13. November | Johann Michael Scheffelt            | Vogt von Steinen, Abgeordneter des Verfassungsgebenden Versammlung des Badischen Landtages 1849 | 58    |       |
| 14. November | Friedrich Fischer                   | deutscher Philosoph                                                                             | 51    |       |
| 14. November | Johann August Zeune                 | deutscher Blindenlehrer, Pädagoge, Geograph, Germanist                                          | 75    |       |
| 15. November | Charles G. Atherton                 | US-amerikanischer Politiker                                                                     | 49    |       |
| 15. November | János Garay                         | ungarischer Dichter                                                                             | 41    |       |
| 15. November | Maria II.                           | Königin von Portugal                                                                            | 34    |       |
| 16. November | Josef Jakob Xaver Pfyffer zu Neueck | Schweizer Beamter, Politiker und Autor                                                          | 55    |       |
| 18. November | Carl von Wedel                      | Jurist                                                                                          | 63    |       |
| 19. November | Samuel C. Crafts                    | US-amerikanischer Politiker                                                                     | 85    |       |
| 20. November | Thomas B. Cooke                     | US-amerikanischer Politiker                                                                     | 74    |       |
| 21. November | Karl Andreas Geyer                  | deutscher Botaniker                                                                             | 43    |       |
| 22. November | Ludvig Frederik Brock               | dänisch-norwegischer Militär und Politiker                                                      | 79    |       |
| 22. November | Aloys Dosson                        | Schweizer römisch-katholischer Geistlicher und Abt                                              | 70    |       |
| 22. November | Peter Schmid                        | deutscher Maler und Methodiker des Zeichenunterrichts                                           | 84    |       |
| 23. November | Friedrich Schneider                 | deutscher Komponist, Organist und Kapellmeister                                                 | 67    |       |
| 27. November | Wilhelm Middendorf                  | deutscher Pädagoge                                                                              | 60    |       |
| 28. November | Hans Bendel                         | Schweizer Maler und Illustrator                                                                 | 39    |       |
| 29. November | Jens Christian Djurhuus             | färöischer Bauer und der erste Dichter, der auf Färöisch schrieb                                | 80    |       |
| 29. November | Friedrich Wilhelm August Murhard    | deutscher Rechtsgelehrter und Schriftsteller                                                    | 74    |       |
| 30. November | Anson Green Phelps                  | US-amerikanischer Geschäftsmann                                                                 | 72    |       |

## Dezember
| Tag          | Name                              | Beruf, bekannt als                                                                       | Alter | Beleg |
| ------------ | --------------------------------- | ---------------------------------------------------------------------------------------- | ----- | ----- |
| 1. Dezember  | Semjon Nikolajewitsch Korsakow    | russischer Regierungsbeamter, Erfinder und Homöopath                                     | 66    |       |
| 2. Dezember  | Johannes Schornstein              | Musikdirektor und Chorleiter in Elberfeld, Mitbegründer der Niederrheinischen Musikfeste | 64    |       |
| 3. Dezember  | Joseph Anton Rhomberg             | österreichisch-deutscher Maler, Zeichner und Grafiker                                    | 67    |       |
| 3. Dezember  | Nicolás Rodríguez Peña            | argentinischer Politiker                                                                 | 78    |       |
| 3. Dezember  | Giovanni Niccolò Tanari           | italienischer römisch-katholischer Geistlicher und Kurienbischof                         | 58    |       |
| 3. Dezember  | Jeanette Wässelius                | schwedische Opernsängerin und Schauspielerin                                             | 69    |       |
| 4. Dezember  | Alexander von Arnim               | deutscher Verwaltungsbeamter                                                             | 40    |       |
| 5. Dezember  | Johann Peter Heuschkel            | deutscher Oboist, Organist, Komponist und Kapellmeister                                  | 80    |       |
| 5. Dezember  | Antoine Désiré Mégret             | französischer katholischer Geistlicher                                                   | 56    |       |
| 6. Dezember  | Carl Joseph Pratobevera           | österreichischer Jurist                                                                  | 84    |       |
| 8. Dezember  | Ludwig Jolly                      | deutscher Politiker                                                                      | 73    |       |
| 9. Dezember  | Paramanuchit Chinorot             | Oberster Mönchspatriarch Thailands                                                       |       |       |
| 10. Dezember | Tommaso Grossi                    | italienischer Schriftsteller                                                             | 62    |       |
| 10. Dezember | Johannes Linder                   | Schweizer evangelisch-reformierter Pfarrer                                               | 63    |       |
| 13. Dezember | Carl Samuel Haeusler              | deutscher Unternehmer                                                                    | 66    |       |
| 14. Dezember | Richard von Vorst-Gudenau         | preußischer Landrat                                                                      | 43    |       |
| 15. Dezember | Georg Friedrich Grotefend         | deutscher Sprachwissenschaftler                                                          | 78    |       |
| 16. Dezember | Heinrich Ludwig von Erdmannsdorf  | deutscher Forstbeamter und Politiker, MdL (Königreich Sachsen)                           | 77    |       |
| 16. Dezember | Johann Peter Hasenclever          | deutscher Maler der Genremalerei                                                         | 43    |       |
| 16. Dezember | Ludwig Albrecht Effinger          | Schweizer Politiker und Oberst                                                           | 80    |       |
| 18. Dezember | Johann Kranzbichler               | österreichischer Politiker, Bürgermeister von St. Pölten, Landtagsabgeordneter           |       |       |
| 18. Dezember | Christian Kuß                     | deutscher Autor, Prediger und Geschichtsforscher                                         | 84    |       |
| 18. Dezember | Anton Veith                       | böhmischer Mäzen für Unterricht, Kunst und Wissenschaften                                | 60    |       |
| 18. Dezember | Carl Weishaupt                    | bayerischer Generalleutnant und Kriegsminister                                           | 66    |       |
| 19. Dezember | Adolf Heinrich Schletter          | Seidenwarenhändler, Konsul und Stifter in Leipzig                                        | 60    |       |
| 19. Dezember | Franz Gustav Straube              | deutscher Naturforscher                                                                  | 51    |       |
| 20. Dezember | Henry Miers Elliot                | britischer Kolonialbeamter in Indien und Historiker                                      |       |       |
| 20. Dezember | Carlo Evasio Soliva               | italienischer Komponist Schweizer Herkunft                                               | 62    |       |
| 21. Dezember | Henry Ritter                      | deutsch-kanadischer Maler                                                                | 37    |       |
| 22. Dezember | Carl Gotthard von Liphart         | livländischer Landmarschall und Garderittmeister                                         | 75    |       |
| 22. Dezember | Sophie Anna von Reventlow         | dänische Malerin                                                                         | 75    |       |
| 23. Dezember | Achille Leclère                   | französischer Architekt                                                                  | 68    |       |
| 23. Dezember | Gustav Blumröder                  | deutscher Arzt, Psychiater, Politiker und Schriftsteller                                 | 51    |       |
| 23. Dezember | Rowland Day                       | US-amerikanischer Politiker                                                              | 74    |       |
| 23. Dezember | Alexander von Lengerke            | deutscher Agrarschriftsteller                                                            | 51    |       |
| 25. Dezember | Brookins Campbell                 | US-amerikanischer Politiker                                                              |       |       |
| 25. Dezember | Joseph von Radowitz               | preußischer Generalleutnant, Diplomat und Politiker                                      | 56    |       |
| 26. Dezember | Elias Whitmore                    | US-amerikanischer Politiker                                                              | 81    |       |
| 27. Dezember | Federico Falqués                  | mexikanischer Botschafter                                                                |       |       |
| 27. Dezember | Johann von Fleischmann            | bayerischer Offizier, zuletzt Generalmajor                                               | 82    |       |
| 28. Dezember | Pierre David de Colbert-Chabanais | französischer Divisionsgeneral der Kavallerie                                            | 79    |       |
| 28. Dezember | Jeanne Garnier                    | französische Wohltäterin                                                                 | 42    |       |
| 29. Dezember | Louis Visconti                    | französischer Architekt                                                                  | 62    |       |
| 30. Dezember | Maria Hartmann                    | Missionarin der Herrnhuter Brüdergemeine                                                 | 55    |       |
| 31. Dezember | Alexis de Chateauneuf             | Architekt und Stadtplaner                                                                | 54    |       |
| 31. Dezember | Franz Christian Gau               | deutsch-französischer Architekt und Baumeister                                           | 63    |       |
| Dezember     | James Wright Gordon               | US-amerikanischer Politiker und der 3. Gouverneur von Michigan (1841–1842)               |       |       |

## Datum unbekannt
| Tag | Name                                  | Beruf, bekannt als | Alter | Beleg |
| --- | ------------------------------------- | --- | ----- | ----- |
|     | Conrad Christoph von Ahlefeldt        | deutscher Gerichtsrat und Klosterpropst |       |       |
|     | Mariano Roque Alonso                  | Konsul von Paraguay (1841–1844) |       |       |
|     | Boua                                  | Prinzgouverneur des Reiches Champasak |       |       |
|     | Józef Brodowski                       | polnischer Maler |       |       |
|     | Jonas Budden                          | Politiker |       |       |
|     | Alexander Buisson                     | Freiburger Bürgermeister |       |       |
|     | Pierre-François Camus                 | französischer Dramatiker und Arzt |       |       |
|     | Chen Changxing                        | chinesischer Kampflehrer |       |       |
|     | Marie Collings                        | Dame von Sark |       |       |
|     | Eduard Engelmann                      | deutscher Schriftsteller und Künstler |       |       |
|     | Álvaro Flórez Estrada                 | spanischer Nationalökonom |       |       |
|     | Meta Forkel-Liebeskind                | deutsche Autorin und Übersetzerin |       |       |
|     | José María Guerrero de Arcos y Molina | zentralamerikanischer Director Supremo |       |       |
|     | Carl Friedrich Rudolf Klee            | deutscher Diplomat |       |       |
|     | Johann Matthäus von Lehmann           | Politiker und Präsident des Staatsrates des Großherzogtums Hessen                                                                                 |       |       |
|     | Ludwig Lendorff                       | deutscher Architekt, großherzoglich badischer Baubeamter in Heidelberg                                                                            |       |       |
|     | John McComb Jr.                       | US-amerikanischer Architekt |       |       |
|     | Thomas Metcalfe, 4. Baronet           | britischer Kolonialist |       |       |
|     | John Montagu                          | britischer Kolonialsekretär der Kapkolonie |       |       |
|     | Mutara II. von Ruanda                 | König von Ruanda |       |       |
|     | Gaetano Polidori                      | italienisch-britischer Schriftsteller und Gelehrter                                                                                               |       |       |
|     | Karl August Schwarz                   | deutscher Architekt und großherzoglich badischer Baubeamter                                                                                       |       |       |
|     | James Spratt                          | britischer Offizier |       |       |
|     | Tenpe Nyima                           | tibetischer Buddhist, erhielt als vierter den Titel Panchen Lama und gilt als siebter Panchen Lama der Gelug-Tradition des tibetischen Buddhismus |       |       |
|     | Johann Justus Vieth von Golßenau      | sächsischer Generalmajor |       |       |
|     | Josef Winkelirer                      | deutscher Porträt- und Landschaftsmaler der Düsseldorfer Schule                                                                                   | ≈52   |       |
|     | John MacRae Washington                | US-amerikanischer Politiker, Gouverneur von New Mexico                                                                                            |       |       |